# Suzi Gutsy
Suzi Gutsy ou Suzy Gutsy ou Suzi Webb est une guitariste ex-membre des Slits.

## Biographie
Elle a été la bassiste du groupe de rock punk The Slits. Elle est membre fondatrice du groupe en 1976 avec Ari Up, Palmolive et Kate Korus.
Elle membre par la suite des groupes Dee Sign, Shark Taboo et Alternative TV.

## Discographie
- Dee Sign - Dee Sign, 1981
- Shark Taboo - Seeds Of A Lunatic , 1985 Crisis Records
- Alternative TV - My Life As A Child Star , 1994 Overground Records
- Alternative TV - Action Time Vision - The ATV Anthology, 2003 Castle Music